# Nec totam servitutem pati possunt nec totam libertatem
La frase latina nec totam servitutem pati possunt nec totam libertatem significa: «[i Romani] non possono tollerare né una schiavitù completa né una libertà assoluta». È tratta dalle Historiae di Tacito, libro I, paragrafo 16, dove conclude il discorso rivolto dall'imperatore Galba a Pisone nel designarlo quale proprio successore. Il passaggio completo è il seguente:
Nella forma Nec totam Libertatem, nec totam servitutem pati possumus, la frase è ripresa da Vincenzo Cuoco nel suo Saggio storico sulla rivoluzione napoletana del 1799 nel biasimare gli eccessi compiuti da Maximilien de Robespierre durante la Rivoluzione francese: